# Mitu tomentosum
El paujil culicolorado o paujil culicastaño (Mitu tomentosum), es una especie de ave galliforme de la familia Cracidae que se encuentra en el norte de Brasil, este de Colombia, oeste de Guyana y sur de Venezuela. No se conocen subespecies.

## Características
En promedio mide 84 cm de longitud. El plumaje es negro azulado, con el costado, el vientre y la punta de la cola color castaño. El pico es rojo suavemente arqueado y comprimido. Las patas son anaranjadas.

## Historia natural
Viven en la selva húmeda y el bosque de galería en parejas, solos o en grupos pequeños.